# Pututu

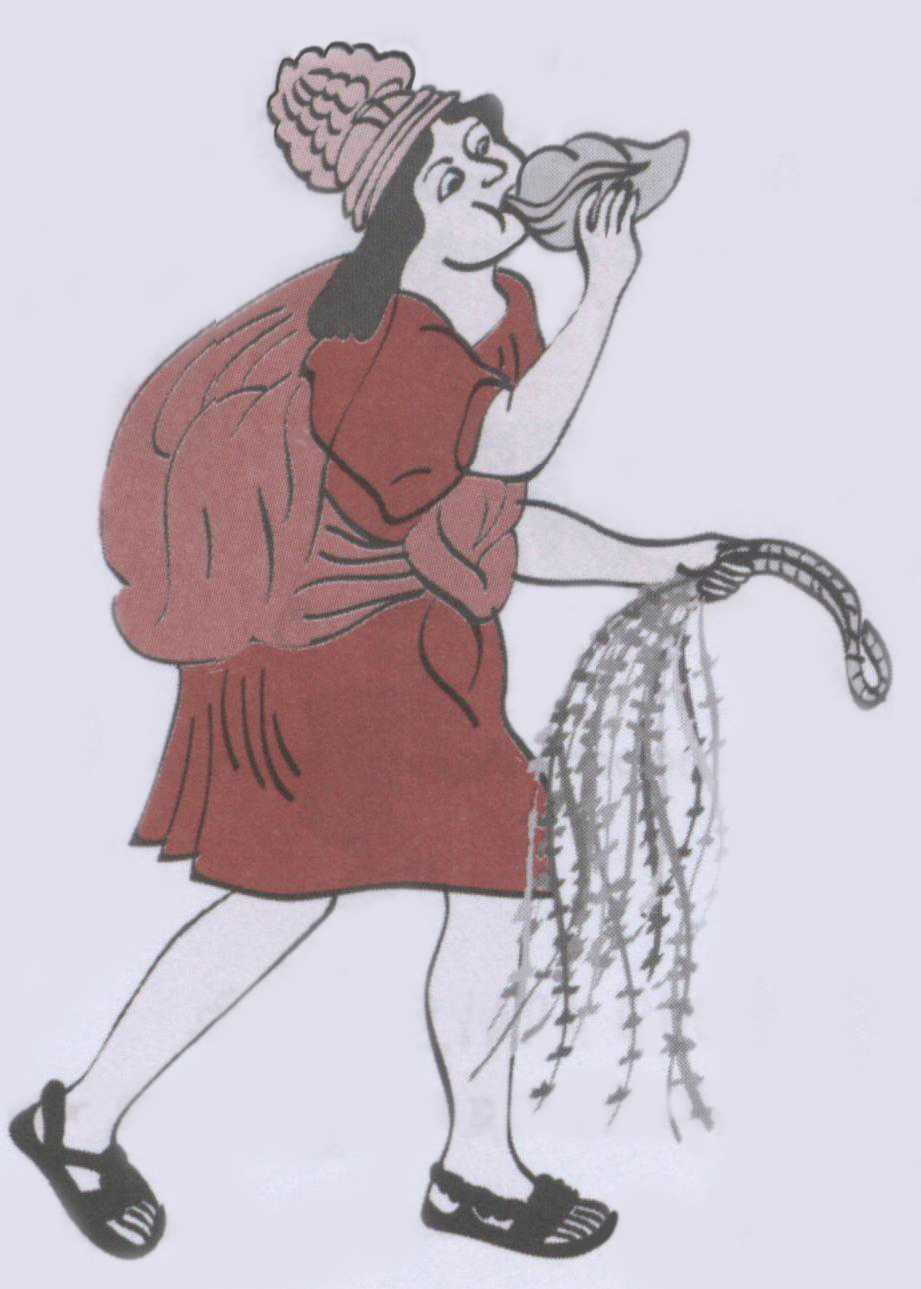
Un chaski utilisant un pututu (Felipe Guamán Poma de Ayala, 1616).

Le pututu ou pututo (de l’aymara pututu, prononcé poutoutou) est un instrument à vent de la culture andine et amérindienne.

## Présentation
En Bolivie, c’est un instrument construit à partir d’une corne de bœuf, utilisé pour convoquer les gauchos, ou bien les indigènes, à un rassemblement. Au Pérou, le pututo est un mollusque, de la famille des strombidae, dont la coquille est utilisée comme une trompette. Il existe aussi à Cuba sous le nom de Fotuto.
Cet instrument était utilisé par les Chaskis incas.